# Bystřice (přírodní rezervace)
Bystřice je přírodní rezervace o rozloze 42,0642 ha. Jedná se o přírodní smíšený horský les. Leží severozápadně od obcí Babylon a Pec. Leží v chráněné krajinné oblasti Český les.